# 胡安·伊格纳西奥·西拉克·萨斯图赖因
胡安·伊格纳西奥·西拉克·萨斯图赖因（西班牙語：Juan Ignacio Cirac Sasturain，1965年10月11日—），生于西班牙加泰罗尼亚曼雷萨，西班牙物理学家。他是量子计算机及量子信息论领域的先驱者之一。2006年获阿斯图里亚斯亲王奖科学技术奖，2013年獲沃爾夫物理獎。